# Међународни дан џеза
Међународни дан џеза је 2011. године прогласила Организација Уједињених нација за образовање, науку и културу „да би се истакао џез и његова дипломатска улога у уједињењу људи у свим крајевима света“. Празнује се сваке године 30. априла. Идеја је потекла од џез пијанисте и Унесковог амбасадора добре воље Хербија Хенкока. Даном џеза председавају Ханкок и генерални директор УНЕСКО-а. Прослава је препозната у календарима УНЕСКО-а и Уједињених нација.
Институт џеза Херби Хенкок (раније Телонијус Монк Институт џеза), америчка невладина организација којом председава Хенкок, је водећи организациони партнер за Дан џеза. Институт координира активности у земљама чланицама Организације Уједињених нација за образовање, науку и културу, као и Global Host Celebration. Догађаји у граду домаћину кулминирају ол стар Глобалним концертом, који укључује бројне џез музичаре из целог света.
Прослава Међународног дана џеза 2022. године садржала је глобални концерт звезда у сали Генералне скупштине Уједињених нација, са Хербијем Хенкоком, Грегоријем Портером, Шемекијом Коуплендом, Маркусом Милером, Марком Витфилдом, Хиромијем, Линдом Ох, Дејвидом Санборном, Рендијем Брекером, Равијем Колтрејном, Закиомр Хусејном, Брајаном Блејдом и другима.

## Учешће широм света
Скоро 200 земаља учествује у Међународном дану џеза сваке године. Поред концерата и џем сесија, догађаји укључују радионице, конференције и контакте са заједницом. Званични регистар светских догађаја се налази на jazzday.com где су приказани и индексирани по абецедном реду по државама. Јazzday.com наводи значајне примере догађаја организованих у протеклих десет година:
- Учитељ у Таскалуси је организовао радионицу о томе како користити џез за инспирацију за лидерство и иновације.
- У Боготи, у Колумбији, организован је дан програма јавног образовања, укључујући часове, концерте и џем сесије.
- У Рангуну, у Мјанмару, организатори су позвали џез гитаристу да одржи наступе и едукативне радионице са локалним музичарима.
- Конзерваторијум у Катмандуу, у Непалу, угостио је локалне и путујуће музичаре на заједничким концертима, након чега је уследио отворени џем сешн. Догађај је директно преносио радио.
- Продуцент плоча у Техерану, у Ирану, организовао је серију концерата са локалним музичарима у историјском културном центру.
- Мобилни џез клуб у Алкоју у Шпанији покушао је да постави рекорд за највећи џез џем сешн у шпанској историји, окупљајући више од 100 музичара на тргу.
- На планетаријуму у Украјини одржан је џез концерт праћен 3Д-видео емисијом.

Интернет страница Међународног дана џеза такође прикупља материјале за едукацију о џезу. То укључује садржај из институција: Институт Смитсонијан у Сједињеним Државама, Џез у Линколн центру,  Њујорк џез радионица, Џејми Аберсолд џез, Херби Хенкок Институт џеза, норвешка музичка технолошка фирма oiid, онлајн СТЕАМ курикулум Математика, наука и музика, и Универзитет Веракруз.

## Џез и културни израз
УНЕСКО-в званични опис Међународног дана џеза ставља годишњу прославу у контекст Конвенције из 2005. о заштити и промоцији разноликости културних израза, тврдећи да Дан џеза „интегрише културу у оквире одрживог развоја“, „промовише људска права и основне слободе“, и „штити и промовише разноликост културних израза“.

## Историја

### Почетак и декларација
Након што је 22. јула 2011. проглашен за Унесковог амбасадора добре воље за интеркултурални дијалог Херби Хенкок је најавио своју намеру да осмисли Међународни дан којим се слави дипломатска улога џеза. У новембру 2011. године, након повољне препоруке 187. Извршног одбора, Генерална конференција УНЕСКО-а прогласила је 30. април Међународним даном џеза, препознавши џез као „средство за развој и повећање међукултуралне размене и разумевања међу културама у циљу међусобног разумевања и толеранције."
Генерална скупштина Уједињених нација је званично признала Међународни дан џеза у свом званичном календару у децембру 2012.

### Париз, Њу Орлеанс, Њујорк
Уводна прослава Међународног дана џеза одвијала се у три дела. Хенкок је 27. априла био домаћин целодневног образовног програма и вечерњег концерта у седишту УНЕСЦО-а у Паризу, у Француској. Образовне активности укључивале су јавне панел дискусије и предавања широм Центра светске баштине. На вечерњем концерту наступило је преко двадесетак музичара и садржао је уводне речи Хенкока, генералне директорке УНЕСКО-а Ирине Бокове, сталног представника Сједињених Држава при УНЕСКО-у Дејвида Килиона и директора париске радио станице ТСФ џез програма Себастијена Видала.
Други део одржан је ујутру следећег понедељка, 30. априла, на Тргу Конго у Њу Орлеансу. Домаћин је био глумац Хари Ширер уз речи градоначелника Њу Орлеанса Мича Ландрија и генералне директорке УНЕСКО-а Ирине Бокове, а учествовали су Херби Хенкок, трубач Кермит Рафинс, дувачки оркестаТреме, вокал Стефани Џордан, пијаниста Елис Марсалис, бубњар Џеф "Таин" Ватс и трубач Теренс Бланшард.
Запажено међу изведбама било је извођење композиције Хербија Хенкока „Човек Лубеница“, коју је Хенкок водио са студентима из програма Средње школе за сценске уметности Института Телонијус Монк. Продуценти догађаја организовали су симултане наступе студентских група у Паризу, Рио де Жанеиру и Кејптауну које су преносили уживо CNN и CBS This Morning.
Догађај ујутру догодио се првог викенда Њу Орлеанс Џез Херитејџ Фестивала, што је навело неке посматраче — укључујући градоначелника Ландрија и домаћина Харија Ширера — да примете да бројни учесници једноставно нису отишли у кревет претходне ноћи.
Завршни догађај — концерт „при заласку сунца“ у контрасту са свечаностима у Њу Орлеансу раније тог дана — одржан је у сали Генералне скупштине Уједињених нација у Њујорку и укључивао је наступе Хенкока, Тонија Бенета, Ди Ди Бриџвотера, Кандида и Стеви Вондера. Домаћини су били Роберт Де Ниро, Мајкл Даглас, Морган Фримен и Квинси Џонс. Пијаниста Џорџ Дјук је био музички директор. Програм је био познат по томе што је укључивао музичаре са свих континената осим Антарктика.

### Прославе 2021
Прослава 10. годишњице Дана џеза углавном се одвијала онлајн због континуиране забринутости око Ковида-19. Низ радионица и панела је емитован током дана 30. априла уочи концерта свих звезда, укључујући мајсторске курсеве са Лионелом Луекеом, Антониом Санчезом, Билијем Чајлдсом и Линдом Ох . Херби Хенкок је учествовао у панел дискусијама са генералном директорком УНЕСКО-а Одри Азулеј и филмским композитором Крисом Бауерсом.
Глобални концерт свих звезда 2021. је унапред снимљен и стримован онлајн, уз доприносе уметника из градова широм света, укључујући Њујорк, Лос Анђелес, Рио де Жанеиро, Москву, Кејптаун и Париз. Музичари који су учествовали представљали су 17 националности. Концерт је водио амерички глумац Мајкл Даглас, а у част прославе 10. годишњице говорила је генерална директорка УНЕСКО-а Азулеј заједно са генералним секретаром Уједињених нација Антониом Гутерешом.
Након Ол-стар глобалног концерта, ПБС у Сједињеним Државама емитовао је специјалну двосатну ретроспективу под називом „Прослава 10. годишњице Међународног дана џеза“. Програм је приказао врхунце из претходне деценије празника Дана џеза, укључујући наступе Хербија Ханкока, Вејна Шортера, Стивија Вондера, Арете Френклин, Тонија Бенета, Чаке Кана, Ени Ленокс и Стинга.

### Прославе 2022
Обележавајући 10 година од инаугурационог концерта 2012. године, прославе Међународног дана џеза 2022. биле су усредсређене око седишта Уједињених нација у Њујорку и биле су посвећене миру и јединству у знак признања текућег сукоба у Украјини, пандемије ковида-19 и других глобалних криза. Уметници међу којима су Рави Колтрејн, Хозе Џејмс, Грегори Портер, Хироми Уехара, Дејвид Санборн, Ерена Теракубо и Јан Сун На наступили су у сали Генералне скупштине. Глобални концерт је водио Херби Хенкок и преносио се уживо. Ханкок је извео своју оригиналну композицију „Maiden Voyage” заједно са Колтрејном, Џејмсом Генусом, Закиром Хусеином, Брајаном Блејдом и Рендијем Брекером. Амбасадорка САД при Уједињеним нацијама Линда Томас-Гринфилд одржала је говор у УН у оквиру програма, подсећајући на чувене америчке амбасадоре џеза Луиса Армстронга, Били Холидеј и Дјука Елингтона: „Средином двадесетог века они су били део програма Стејт департмента за дељење џеза са светом; у источној Европи, на Блиском истоку, у Азији. У својим наступима делили су креативност, разноликост и слободу џеза.“
2022. године су независне прославе одржане у више од 180 земаља широм света, укључујући опсежне програме у Чилеу, Словенији, Јерменији, Гани, Мексику, Сједињеним Државама и Италији.

## Прослава 2024. године у Србији
Директора Нишвил џез фестивала Ивана Благојевића који већ 30 година промовише џез питали смо зашто је џез битан.“Џез је планетарно битан, он је постао класична музика 21. века и наравно промовише слободу, пре свега, и то кроз импровизацију. Практично нема дела планете где џез није једна од доминантних музика, наравно уз локалне фолклоре. Све у свему од Америке и робова који су се забављали једном недељно на тргу, па до великих дворана сада и златног доба џеза, џез је опстао”, каже директор Нишвил џез фестивала Иван Благојевић.
Дом омладине Београда обележиo jе Светски дан џеза у уторак, 30. априла 2024. од 20.00. У Великој сали наступиo je Никола Шашковић квартет. Дом омладине Београда и  Београдски џез фестивал од 2012. редовно обележавају овај дан организовањем концерата, чија мисија је промовисање значаја џеза и популаризација овог музичког правца код најшире публике.
У склопу обележавања Светског дана џеза, Дом омладине Београда организовао је промоцију трећег, допуњеног и проширеног издања „Књиге о џезу“ Јадрана Ерчића, дугогодишњег аутора и водитеља емисије „Џез панорама“ на програму Стереораме Радио Београда, коју је објавило Издаваштво РТС у сарадњи са Књигом комерц. Промоција je одржана 30. априла од 19 у Централном холу Дома омладине Београда, а говорили су: Јадран Ерчић (аутор), Драган Инђић (Издаваштво РТС) и Ранко Стојиловић (Други програм Радио Београда). Модератор: Драган Амброзић, руководилац Одељења за уметничко стваралаштво Дома омладине Београда.